# Az ajtó (regény)
Az ajtó Szabó Magda magyar írónő részben önéletrajzi ihletésű regénye, amely egy fiatal magyar írónő és házvezetőnője kapcsolatának alakulásáról szól.

## Története
Az ajtó Magyarországon 1987-ben jelent meg először. Angol nyelven 1995-ben Stefan Draughon fordításában az amerikai, majd 2005-ben Len Rix fordításában a brit kiadás követte. Rix fordítása elnyerte a 2006-os Oxford-Weidenfeld Fordítási Díjat. Rix fordítása újból 2015-ben, a New York Review Klasszikus könyvek sorozatban jelent meg.

## Cselekmény
A regény azzal kezdődik, hogy Magda, a narrátor visszatérő álmára emlékezik, amely régóta kísérti. Ahogy ő magyarázza, amikor felébred ebből az álomból, kénytelen szembenézni a ténnyel, hogy ő ölte meg Emerencet. A történet Magda kísérlete, hogy megmagyarázza, mit jelent ez a mondat; ebben a kerettörténetben az ő több évtizedes kapcsolatában a házvezetőnőjével.
A történet úgy kezdődik, hogy Magda épp visszajön kormánymegbízatásából, hogy újra műveinek éljen. Rájön, hogy házvezetőnőt kell alkalmaznia, hogy képes legyen teljes munkaidőben az írásnak szentelni magát. Egy volt osztálytársa ajánlott számára egy idősebb nőt, Szeredás Emerencet, aki vállalja is, hogy Magdánál dolgozzon, de a maga módján, amiről nem tájékoztatja megbízóját. Magdának mindegy, csak legyen valaki, aki kimossa a szennyes ágyneműt, így hajlandó felvenni.
Már több éve tart Magda és Emerenc némileg rendhagyó kapcsolata. Emerenc beosztja a saját bérét, illetve saját idejét, sőt ő dönt arról is, melyik házimunkát végzi el, s melyiket nem. Annak ellenére, hogy működik Magda háztartása, Emerenc sok rejtélyt takargat, mind Magda, mind a környékbeliek elől. A szomszédok, az utca népe zavartan, de mindig tisztelettel viseltetik a furcsa idős nő iránt, aki arról a különös szokásról híresült el, hogy kis lakása ajtaját mindig zárva tartotta, a legnagyobb titokban őrizve magánszféráját.
A két nő kapcsolata néhány év múltán drámaian megváltozik, amikor Magda férje hirtelen, súlyosan megbetegszik. Magda nem feltételezte, hogy Emerencet érdekli a magánélete, így anélkül viszi el a férjét a kórházba operációra, hogy Emerencnek szólt volna. Amikor visszatér, Emerenc dühösen viselkedik, úgy érzi, hogy elárulták. A két nő együtt tölti az éjszakát, hogy megismerjék egymást, csak sokkal mélyebb szinten, mint valaha. Bár ez az éj nem teszi őket azonnal barátokká, természetesen megágyazza fokozatosan kirajzolódó barátságuk alapját. Röviddel ez után az epizód után, Magda  a férjével talál egy éhes kiskutyát. Hazaviszik azzal a szándékkal, hogy meggyógyítsák, feltáplálják, majd eladják. Emerenc és a kutya között azonban igen hamar hihetetlenül szoros kötelék alakul ki. A kutyát Emerenc Violának nevezi el (annak ellenére, hogy kan). Ez plusz dimenziót ad a két nő kapcsolatának: Magda a kutya tulajdonosa, ám Emerenc az állat gazdája.
Az elkövetkező néhány évben Magda és Emerenc egyre inkább belátják, hogy függenek egymástól, amit egyikük sem láthatott előre. Ezek a tapasztalatok mind a dráma végkifejletét készítik elő, beleértve Polett öngyilkosságát, aki Emerenc három barátnőjének egyike volt. A két nő kezd megnyílni egymásnak, Magda megismeri Emerenc életének sok részletét, beleértve a korábban ugyanabban a vidéki régióban zajlottakat, ahová Magdát is családi gyökerek kötik. Azt a történetet is megismeri, ahogy Emerenc megmentette a kis Grossman Éva, a jómódú zsidó család kislányának életét, akiknek háztartását Emerenc vezette, mielőtt elhagyták az országot. Emerenc és Magda között idővel olyan bizalmas viszony alakul ki, amely lehetővé teszi, hogy beengedje munkaadóját a lakásába, amit senki más nem ért meg évtizedek óta, a három legjobb barátnőjét, a saját unokaöccsét is beleértve.
A történet végén a mindig megbízható Emerenc megbetegszik, nem tudja a munkáját végezni. Bezárkózik otthonába, senkit sem enged be. Magda valódi aggodalommal telve közbelép, és elintézi, hogy Emerencet erővel a kórházba szállítsák, annak érdekében, hogy rendbe jöjjön. Emerenc nagyon hamar felépül, de amikor rájön, hogy Magda elárulta a titkot azzal, hogy az utcabelieket is beengedte a szigorúan őrzött lakásába, elveszti az élni akarását, és meghal a kórházban, Magdát pedig egész további életében gyötri a bűntudat.

## Karakterek
- Magda: a regény elbeszélője, maga az írónő, aki akkor tér vissza a kormány szolgálatából, amikor a regény kezdődik, de a fő hangsúly az ő kapcsolatán van Emerenccel, akivel ellentétben Magda őszintén vallásos.
- Magda férje: egy meg nem nevezett akadémikus, akivel Magda jó házasságban él. A férfi komolyan küzd az Emerenc iránt érzett ellenszenvével, de több évvel azután, hogy Emerenc hozzájuk jár dolgozni, és Magda már egész jól tűri, sem tud kijönni a nővel.
- Szeredás Emerenc: Magda házvezetőnője, aki a saját szabályai szerint dolgozik. Bár szemmel láthatólag öregszik, mégis erős, domináns személyiség, és szenvedélyesen független szerencsétlen gyermekkora óta, amelyet a vidéki Magyarországon töltött. Emerenc gondoskodik Magda házáról, és környékéről, vitalitása szinte emberfeletti.
- Viola: egy kankutya, „akit” Magda úgy talált, mint törékeny kis kutyust a hóban, egy karácsonyi napon. Az írónő magához veszi, de Emerenc válik a kutya valódi gazdájává. Emerenc és Viola között különleges kapcsolat jön létre, amelyet Magda sokáig nem képes megérteni, vagy akár csak részt venni benne.
- Adélka: egy idős özvegyasszony, Emerenc három barátnőjének egyike, akik a ház tornácán szoktak trécselni.
- Polett (korábban Paulette): Emerenc másik elszegényedett, idős barátnője. Polett most egyedül él szegénységben, pedig korábban francia nevelőnőként dolgozott.
- Sutu: egy idős zöldség-gyümölcs eladónő, a harmadik Emerenc közeli barátnői közül.
- Józsi fia: Emerenc öccsének a fia, a nő egyetlen élő rokona, akivel még mindig jó kapcsolatot ápol.
- az alezredes: egy rendőrtiszt, Emerenc barátja, aki leveszi Magda válláról a terhet, felelősséget és Emerencére teszi át.
- Grossman Éva: a zsidó család lánya, akiknek házát Emerenc vezette, mielőtt elhagyták az országot, kislányukat Emerencre bízva. A felnőtt Éva egyedül él az Amerikai Egyesült Államokban, amikor a történet játszódik.

## Önéletrajzi tartalom
Bár a regény nem önéletrajz, sok hasonlóság van benne a szerző életéhez, a narrátor is maga az írónő. Mint a The New York Review of Books kiadvány írja: „Magda írónő házas, művelt, nyitott szellemű, a magyar kommunista hatóságok által is elismert személyiség”. A szerző, Szabó Magda is házas, művelt írónő, akadémikus, a magyar műfordító Szobotka Tibor felesége. A könyv sztorija szerint Magdát egy irodalmi konferenciára, Görögországba küldik egy delegáció tagjaként, amiben a szerző életével párhuzamot lehet találni, vagy a Kossuth-díjat, amelyben Magda figurája is részesül. A történetben könnyen fel lehet ismerni, az egyik vagy a többi díjat is, amelyeket a szerző elnyert. Még a se vele-se nélküle kapcsolat is hasonló, ahogy Magda a könyvben a magyar kormány bizalmát élvezi. Szabó kapcsolata is kettős a hatalommal; míg ő sok nemzeti irodalmi díjat megnyert, „a nép ellensége” címet ráragasztva a kommunista kormány eltávolította őt az Oktatási Minisztériumból, s a könyveit is betiltották 1949-ben és 1956-ban.

## Kritikai fogadtatás
Az ajtó számos irodalmi díjat nyert:
- 2015-ben szerepelt a The New York Times 2015 legjobb könyve között[4]
- 2006-ban a Len Rix-fordítás elnyerte az Oxford-Weidenfeld Fordítási Díjat
- 2006-ban továbbjutott a brit The Independent lap Független Külföldi Fikció Díj (Independent Foreign Fiction Prize) megmérettetésen
- Elnyerte a 2003-as Prix Femina étranger díjat (francia fordítás)
- Claire Messud a New York Times Book Review-ben, 2015. február 6-án ezt írja: „Már régóta kísértett ez a regény. A Szabó-fele történések, képek váratlanul erőteljes érzelmekkel akkor törtek rám, amikor a saját életemmel is párhuzamokat találtam benne.”
- Clara Györgyey, a World Literature Todayben: „Szabó stílusa (a szöveg ragyogó fordítás), áttetsző, finom humor, olyan igéző, mint maguk a karakterek. Ügyesen, önállóan ironizál a távolsággal (az önéletrajzi elemek nyilvánvalóak), a családi gesztusok, amelyekkel a narrátor félbeszakítja magát, a tompa düh, ahogy kitör a megszokottnál hosszabb vagy félmondatokban, biztos erkölcsi komolysággal, etikai kínnal is megtermékenyíti ezt a játékos regényt. Végül is a szöveg csak egy csendes emlék, megcáfolhatatlan költészet, bizarr megfelelője az egyetemes megcsalatásnak.”[5]

## Feldolgozása
Az ajtó című, a regény alapján, Szabó István rendezésében készült filmet 2012 márciusában mutatták be.

## Fordítás
- Ez a szócikk részben vagy egészben  a   The Door (novel) című angol Wikipédia-szócikk ezen változatának fordításán alapul.  Az eredeti cikk szerkesztőit annak laptörténete sorolja fel. Ez a jelzés csupán a megfogalmazás eredetét és a szerzői jogokat jelzi, nem szolgál a cikkben szereplő információk forrásmegjelöléseként.